# Wiesenkleezirpe

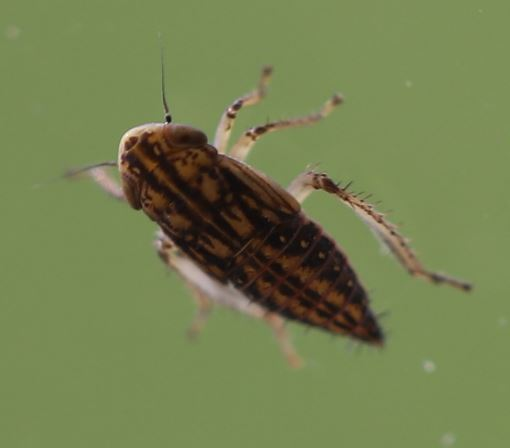
Nymphe

Die Wiesenkleezirpe (Euscelis incisus) ist eine Zwergzikade aus der Tribus Athysanini innerhalb der Unterfamilie der Zirpen (Deltocephalinae).

## Merkmale
Die braun-schwarz gemusterten Zikaden werden 3,8–4,1 mm lang. Sie besitzen eine variable Färbung und Musterung. Die Frühjahrsgeneration weist eine wesentlich stärkere Pigmentierung auf als die Sommergeneration. Die Vorderflügel sind mit schwarzen Punkten übersät.

## Ähnliche Arten
Die Arten der Gattung Euscelis sind insbesondere aufgrund der variablen Färbung und Musterung schwierig zu trennen.

## Vorkommen
Die Wiesenkleezirpe ist eine westpaläarktische Art. In Europa ist sie weit verbreitet. Im Norden reicht das Vorkommen bis nach Schweden. Auf den Britischen Inseln ist die Art ebenfalls vertreten. Im Süden reicht das Vorkommen in den Mittelmeerraum und bis nach Nordafrika, im Osten bis in den Nahen Osten und nach Asien. In Mitteleuropa gilt die Art als eine der häufigsten.

## Lebensweise
Die bivoltine Art überwintert gewöhnlich als Nymphe, seltener im Eistadium. Die Imagines erscheinen Ende März, die der zweiten Generation im Juni. Im Herbst beobachtet man die Zikaden noch bis in den November. Den typischen Lebensraum der Zikadenart bilden Offenland-Biotope. Die Zikaden ernähren sich von verschiedenen Süßgräsern (Poaceae), darunter der Gewöhnliche Glatthafer (Arrhenatherum elatius), der Flaumige Wiesenhafer (Avenula pubescens), das Mittlere Zittergras (Briza media), die Aufrechte Trespe (Bromus erectus), Schwaden (Glyceria), das Deutsche Weidelgras (Lolium perenne), das Wiesen-Rispengras (Poa pratensis), der Wiesen-Schwingel (Festuca pratensis) und der Wiesen-Goldhafer (Trisetum flavescens). Außerdem gehört Klee (Trifolium) aus der Familie der Hülsenfrüchtlern (Fabaceae) zu den Nahrungspflanzen. Die Zikaden saugen an den Blättern und Stängeln. Die Zikadenart gilt als ein Vektor des Phytoplasma 16SrIII-B.